# Tanka (Befestigung)

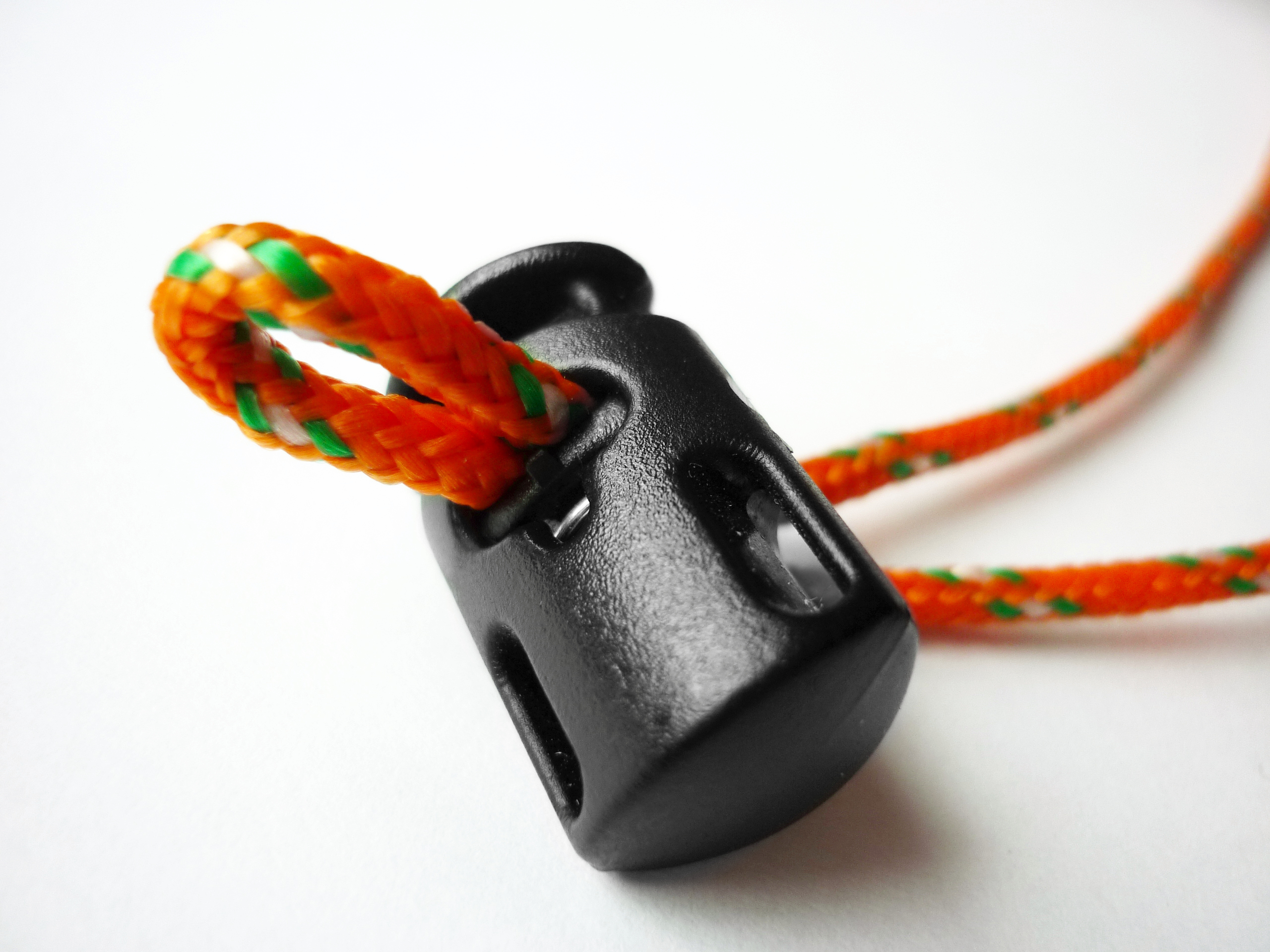
Ein Kordelstopper mit Schnur

Ein Tanka (dt. Kordelstopper oder Kordelklemme) ist eine Art von Klemme, mit der ein Riemen, eine Kordel oder ein Schnürsenkel arretiert wird. Der Riemen wird durch ein Loch durch den Tanka hindurchgezogen und darin von einem gefederten Bolzen, der zuvor niedergedrückt wurde, festgehalten.

## Herkunft des Begriffs
Die Bezeichnung Tanka leitet sich ab von einem  japanischen Begriff für einen Mechanismus, mit dem ein Langschwert in seiner Scheide  arretiert wird.

## Verwendung
Tankas werden meist als Verschlüsse im Wander- und Trekking-Bedarf verwendet, beispielsweise um Kordeln an Rucksäcken oder anderen Behältnissen zu schließen oder auch um die Senkel an Wanderstiefeln zu schnüren. Gegenüber Knoten haben Tankas den Vorteil, dass sich die Verschnürung auch dann noch gut lösen lässt, wenn die Senkel oder Kordeln durch Feuchtigkeit aufgequollen sind.